# 盧本齊
49°11′39″N 32°14′9″E / 49.19417°N 32.23583°E
盧本齊（烏克蘭語：Лубенці）是位於烏克蘭中部的村莊，由切爾卡瑟州切爾卡瑟區的米哈伊利夫卡市鎮負責管轄。該村處於佳斯明河畔，海拔高度119米，2001年該城鎮人口311。